# Karjala Cup 2017
23. edycja turnieju Karjala Cup była rozgrywana w dniach 8–12 listopada 2017 roku. Brało w nim udział sześć reprezentacji: Czech, Szwecji, Finlandii, Rosji, Kanady i  Szwajcarii. Każdy zespół rozegrał po trzy spotkania, łącznie odbyło się dziewięć meczów. Siedem spotkań rozegrano w hali Hartwall Arena w Helsinkach, jeden mecz odbył się w szwedzkim Örebro w hali Behrn Arena oraz jedno spotkanie rozegrano w szwajcarskim Biel/Bienne w hali Tissot Arena. Turniej był pierwszym, zaliczanym do klasyfikacji Euro Hockey Tour w sezonie 2017/2018.

## Wyniki
| 8 listopada 2017 | Szwecja | 5:3 | Czechy | Behrn Arena, Örebro |

| Szczegóły      | Szczegóły | Szczegóły       | Szczegóły                                                       | Szczegóły                                                                                                  |
| -------------- | --- | --------------- | --------------------------------------------------------------- | --- |
| Godzina: 19:00 | D. Everberg (EQ) 14:45 O. Möller (EQ) 29:53 J. Lindström (PP) 32:07 D. Axelsson (PP) 48:25 D. Axelsson (PP) 57:42 | (1:1, 2:2, 2:0) | 12:55 (PP) J. Nakládal 21:55 (EQ) M. Birner 35:22 (EQ) L. Radil | Widzów: 5500 Sędzia główny: Roman Gofman Konstantin Olenin Sędziowie liniowi: Henrik Pihlblad Jimmy Dahmén |
| Godzina: 19:00 | 4 min. kar |                 | 8 min. kar                                                      | Widzów: 5500 Sędzia główny: Roman Gofman Konstantin Olenin Sędziowie liniowi: Henrik Pihlblad Jimmy Dahmén |

| 8 listopada 2017 | Szwajcaria | 2:3 | Kanada | Tissot Arena, Biel/Bienne |

| Szczegóły      | Szczegóły                                | Szczegóły       | Szczegóły                                                      | Szczegóły                                                    |
| -------------- | ---------------------------------------- | --------------- | -------------------------------------------------------------- | ------------------------------------------------------------ |
| Godzina: 20:15 | M. Fora (EQ) 25:43 R. Loeffel (EQ) 58:02 | (0:0, 1:3, 1:0) | 28:24 (EQ) G. Brulé 35:43 (EQ) E. O’Dell 36:47 (EQ) M. Ellison | Widzów: 5476 Sędzia główny: Marcus Vinnerborg Daniel Sticker |
| Godzina: 20:15 | 4 min. kar                               |                 | 6 min. kar                                                     | Widzów: 5476 Sędzia główny: Marcus Vinnerborg Daniel Sticker |

| 9 listopada 2017 | Finlandia | 3:2 | Rosja | Hartwall Arena, Helsinki |

| Szczegóły      | Szczegóły                                                              | Szczegóły       | Szczegóły                                      | Szczegóły                                              |
| -------------- | ---------------------------------------------------------------------- | --------------- | ---------------------------------------------- | ------------------------------------------------------ |
| Godzina: 18:30 | J. Kemppainen (EQ) 01:55 M. Heiskanen (EQ) 23:10 A. Ohtamaa (EQ) 50:52 | (1:0, 1:2, 1:0) | 26:41 (EQ) K. Kaprizow 37:07 (EQ) S. Płotnikow | Widzów: 10860 Sędzia główny: Tobias Björk Linus Öhlund |
| Godzina: 18:30 | 31 min. kar                                                            |                 | 29 min. kar                                    | Widzów: 10860 Sędzia główny: Tobias Björk Linus Öhlund |

| 10 listopada 2017 | Czechy | 3:2 | Szwajcaria | Hartwall Areena, Helsinki |

| Szczegóły      | Szczegóły                                                      | Szczegóły       | Szczegóły                               | Szczegóły |
| -------------- | -------------------------------------------------------------- | --------------- | --------------------------------------- | --- |
| Godzina: 15:00 | M. Gulaš (PP) 02:02 L. Radil (PP) 19:46 D. Kubalík (PP2) 32:52 | (2:0, 1:1, 0:1) | 22:50 (EQ) G. Haas 50:54 (EQ) A. Ambühl | Widzów: 1320 Sędzia główny: Mikko Kaukokari Lassi Heikkinen Sędziowie liniowi: Daniel Österholm Lauri Nikulainen |
| Godzina: 15:00 | 8 min. kar                                                     |                 | 16 min. kar                             | Widzów: 1320 Sędzia główny: Mikko Kaukokari Lassi Heikkinen Sędziowie liniowi: Daniel Österholm Lauri Nikulainen |

| 10 listopada 2017 | Kanada | 0:2 | Szwecja | Hartwall Areena, Helsinki |

| Szczegóły      | Szczegóły   | Szczegóły       | Szczegóły                                     | Szczegóły |
| -------------- | ----------- | --------------- | --------------------------------------------- | --- |
| Godzina: 18:30 |             | (0:0, 0:1, 0:1) | 36:02 (PP) P. Lindholm 51:53 (PP) P. Lindholm | Widzów: 2132 Sędzia główny: Anssi Salonen Stefan Fonselius Sędziowie liniowi: Sakari Suominen Markus Hägerström |
| Godzina: 18:30 | 37 min. kar |                 | 16 min. kar                                   | Widzów: 2132 Sędzia główny: Anssi Salonen Stefan Fonselius Sędziowie liniowi: Sakari Suominen Markus Hägerström |

| 11 listopada 2017 | Szwajcaria | 2:6 | Rosja | Hartwall Areena, Helsinki |

| Szczegóły      | Szczegóły                                  | Szczegóły       | Szczegóły | Szczegóły                                                |
| -------------- | ------------------------------------------ | --------------- | --- | -------------------------------------------------------- |
| Godzina: 13:30 | S. Moser (PP2) 14:49 V. Praplan (PP) 19:34 | (2:1, 0:0, 0:5) | 04:19 (PP) S. Szirokow 46:04 (EQ) S. Kalinin 46:05 (EQ) N. Niestierow 50:01 (EQ) W. Niczuszkin 51:08 (EQ) M. Grigorienko 59:47 (EQ) W. Tkaczew | Widzów: 2713 Sędzia główny: Anssi Salonen Aleksi Rantala |
| Godzina: 13:30 | 10 min. kar                                |                 | 33 min. kar | Widzów: 2713 Sędzia główny: Anssi Salonen Aleksi Rantala |

| 11 listopada 2017 | Finlandia | 3:1 | Szwecja | Hartwall Areena, Helsinki |

| Szczegóły      | Szczegóły                                                           | Szczegóły       | Szczegóły                | Szczegóły                                                                                       |
| -------------- | ------------------------------------------------------------------- | --------------- | ------------------------ | ----------------------------------------------------------------------------------------------- |
| Godzina: 17:30 | E. Tolvanen (EQ) 03:20 J. Peltola (EQ) 20:50 S. Manninen (EQ) 30:59 | (1:0, 2:1, 0:0) | 31:19 (EQ) F. Pettersson | Widzów: 13085 Sędzia główny: Robin Šír René Hradil Sędziowie liniowi: Hannu Sormunen Henri Neve |
| Godzina: 17:30 | 8 min. kar                                                          |                 | 6 min. kar               | Widzów: 13085 Sędzia główny: Robin Šír René Hradil Sędziowie liniowi: Hannu Sormunen Henri Neve |

| 12 listopada 2017 | Rosja | 5:2 | Czechy | Hartwall Areena, Helsinki |

| Szczegóły      | Szczegóły | Szczegóły       | Szczegóły                                  | Szczegóły |
| -------------- | --- | --------------- | ------------------------------------------ | --- |
| Godzina: 13:30 | M. Grigorienko (EQ) 04:23 M. Grigorienko (EQ) 11:10 K. Kaprizow (PP2) 23:40 M. Grigorienko (EQ) 33:06 D. Chafizullin (EQ) 55:36 | (2:0, 2:1, 1:1) | 30:36 (PP) D. Kubalík 59:52 (EQ) J. Klepiš | Widzów: 3143 Sędzia główny: Aleksi Rantala Stefan Fonselius Sędziowie liniowi: Sakari Suominen Markus Hägerström |
| Godzina: 13:30 | 6 min. kar |                 | 18 min. kar                                | Widzów: 3143 Sędzia główny: Aleksi Rantala Stefan Fonselius Sędziowie liniowi: Sakari Suominen Markus Hägerström |

| 12 listopada 2017 | Finlandia | 4:3 | Kanada | Hartwall Areena, Helsinki |

| Szczegóły      | Szczegóły                                                                                  | Szczegóły       | Szczegóły                                                     | Szczegóły                                          |
| -------------- | ------------------------------------------------------------------------------------------ | --------------- | ------------------------------------------------------------- | -------------------------------------------------- |
| Godzina: 17:30 | J. Lajunen (EQ) 12:19 S. Lepistö (PP) 39:54 M. Heiskanen (EQ) 39:54 E. Tolvanen (PP) 52:36 | (1:1, 1:1, 2:1) | 02:22 (EQ) G. Brulé 29:36 (PP) M. Noreau 46:25 (EQ) C. Thomas | Widzów: 13037 Sędzia główny: Robin Šír René Hradil |
| Godzina: 17:30 | 8 min. kar                                                                                 |                 | 12 min. kar                                                   | Widzów: 13037 Sędzia główny: Robin Šír René Hradil |

## Klasyfikacja
| Poz. | Zespół     | M | Pkt | Z | WpD | PpD | P | G+ | G- | +/- |
| ---- | ---------- | - | --- | - | --- | --- | - | -- | -- | --- |
| 1    | Finlandia  | 3 | 9   | 3 | 0   | 0   | 0 | 10 | 6  | +4  |
| 2    | Rosja      | 3 | 6   | 2 | 0   | 0   | 1 | 13 | 7  | +6  |
| 3    | Szwecja    | 3 | 6   | 2 | 0   | 0   | 1 | 8  | 6  | +2  |
| 4    | Kanada     | 3 | 3   | 1 | 0   | 0   | 2 | 6  | 8  | -2  |
| 5    | Czechy     | 3 | 3   | 1 | 0   | 0   | 2 | 8  | 12 | -4  |
| 6    | Szwajcaria | 3 | 0   | 0 | 0   | 0   | 3 | 6  | 12 | -6  |

## Wyróżnienia indywidualne
- Klasyfikacja kanadyjska:

Najlepsi zawodnicy na każdej pozycji wybrani przez dyrektoriat turnieju:
- Bramkarz:  Mikko Koskinen
- Obrońca:  Jakub Nakládal
- Napastnik:  Michaił Grigorienko